# Rettungsdecke

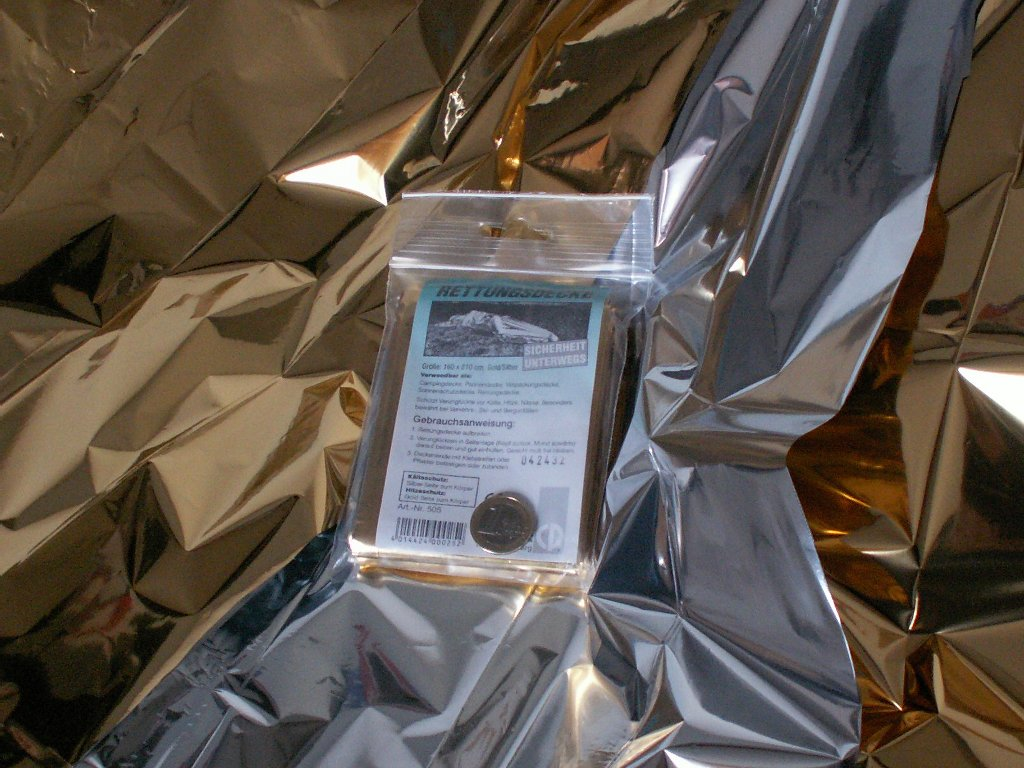
Rettungsdecke

Eine Rettungsdecke ist eine Folie mit den Maßen 210 × 160 cm, die in der Ersten Hilfe dazu verwendet wird, verunglückte Personen vor Unterkühlung, Nässe oder Wind zu schützen. Sie ist in Deutschland ein vorgeschriebener Bestandteil des Verbandkastens in Kraftfahrzeugen
nach DIN 13164, Verbandkästen in Betrieben nach DIN 13157 (kleiner Verbandkasten) und DIN 13169 (großer Verbandkasten).

## Aufbau
In der einfachen Ausführung (MPET) handelt es sich um metallisierte Plastikfolie gemäß DIN 13232.

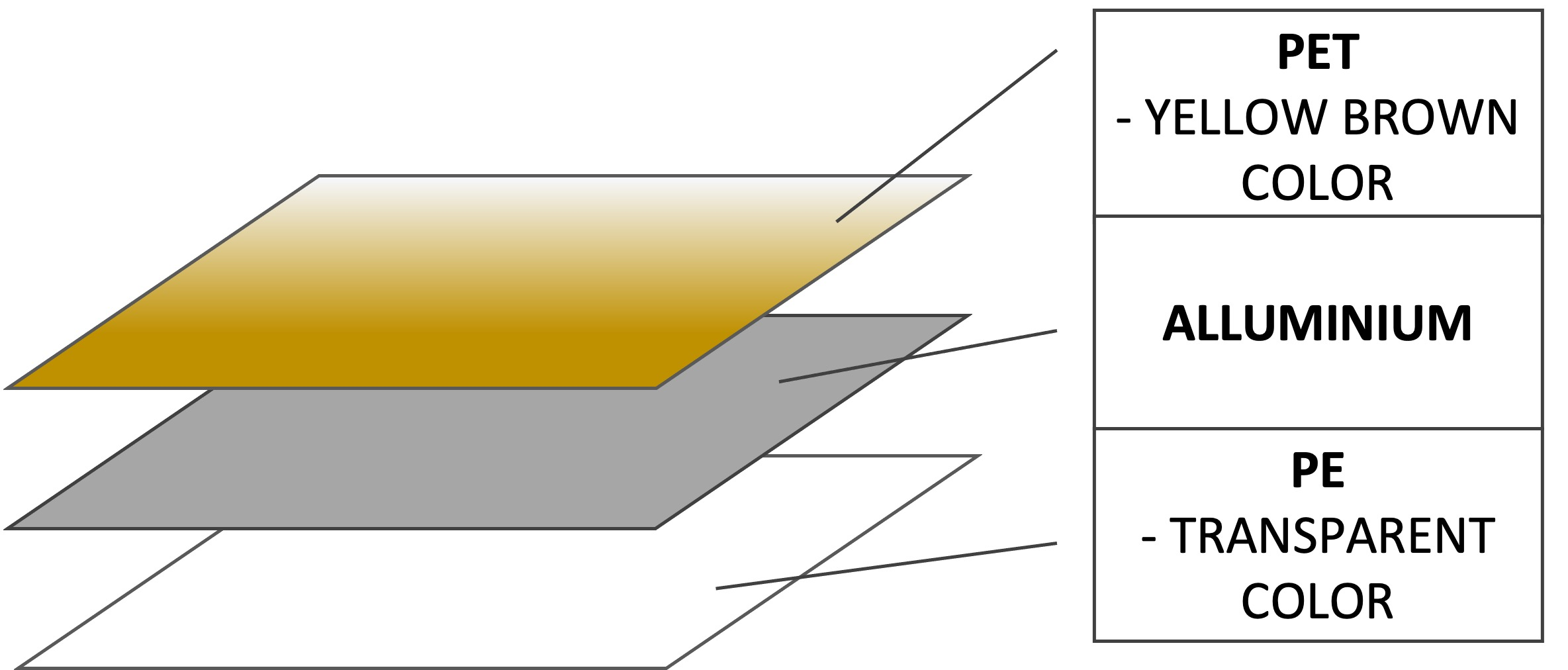
Schichtung der Rettungsdecke

1. Eine 12 µm dünne, reißfeste, transparente und wasserdichte biaxial orientierte Polyester-Folie (BiPET).
2. Auf die Polyesterfolie ist eine stark reflektierende Schicht aus Aluminium aufgedampft.

Biaxial orientierte Polyesterfolie ist von sich aus charakteristisch gelb-braun gefärbt. Bei einer einseitigen Bedampfung entstehen so eine silberfarbene (Aluminium) und eine goldfarbene Seite. Um den Aufbau nachzuvollziehen, kann die Aluminiumschicht in einer Natriumcarbonat-Lösung entfernt werden. Die Folie wird dadurch gelb-braun transparent.
Die metallische Beschichtung kann auch beidseitig erfolgen. Dann schimmern beide Seiten silberfarben.
Eine weitere Variante besteht darin, dass eine zweite BiPET-Folie die Aluminiumschicht abdeckt (PET-Metall-PET). In dem Fall schimmern beide Seiten goldfarben. Bei diesem Aufbau ist das Aluminium beidseitig vor Abrieb geschützt.

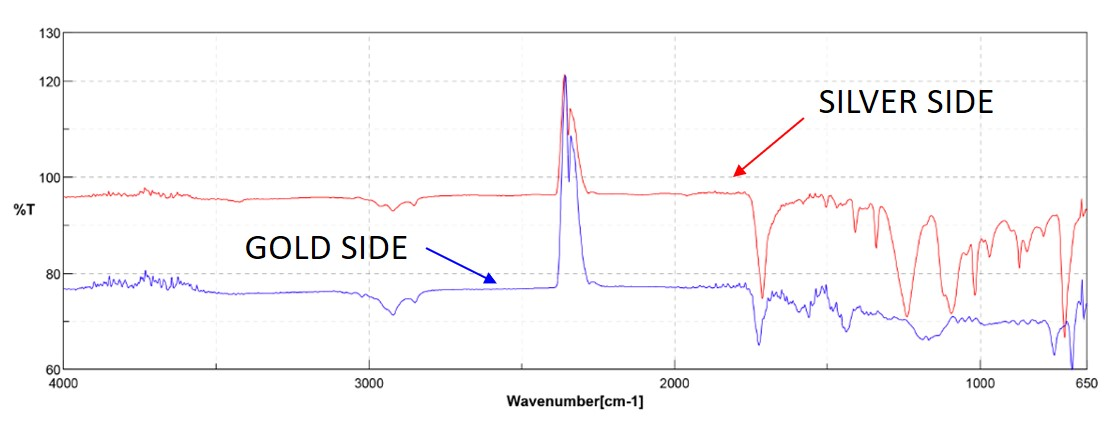
Infrarotspektroskopie einer Rettungsdecke

## Einsatz

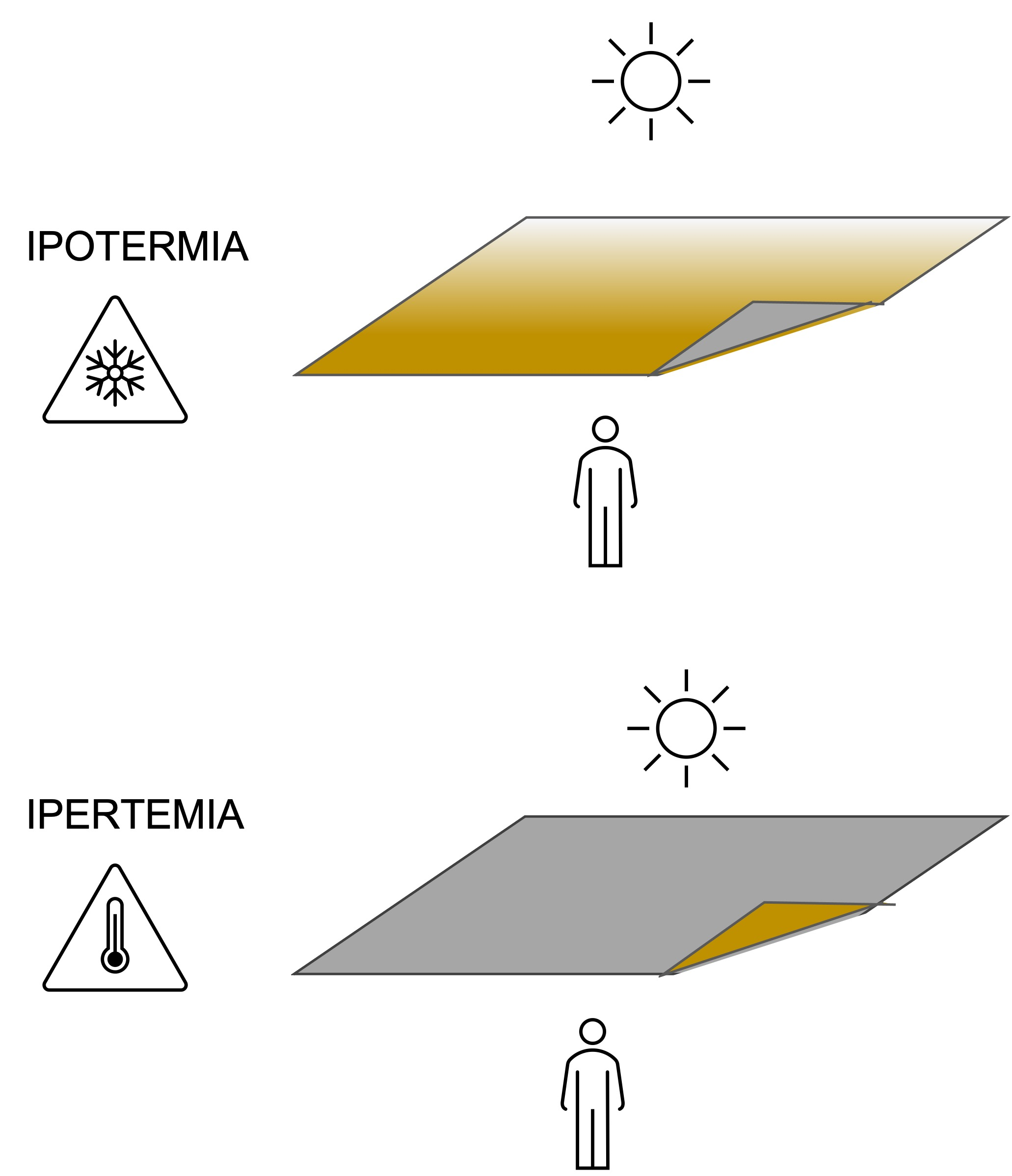
Wie man eine Notfalldecke benutzt. Oben: bei Unterkühlung; unten: bei Überhitzung

Oft wird gefragt, welche Seite („gold“ oder „silber“) nach innen zeigen soll. Sie unterscheiden sich leicht in der Infrarot-Reflexion (IR), wobei die silberfarbene Seite zu 99 % und die goldfarbene Seite zu 97 % IR-Wärmestrahlung reflektieren soll. Hersteller und einschlägige Fachbücher empfehlen, die silberne Seite zum Opfer zu drehen, um dessen Körper-Wärmestrahlung zurück zu reflektieren. Die goldfarbene Seite außen soll aus der Luft gut sichtbar sein.
Tatsächlich sind die erzielten Unterschiede gering; bei Experimenten isolierten Folien mit der goldenen Seite nach innen sogar etwas besser.
Wichtiger ist, die Umhüllung dicht abzuschließen. Dies reduziert den Wärmeverlust durch Luftbewegung und Konvektion (Aufsteigen warmer Luft) und als Dampfbremse  auch den Wärmeverlust durch Verdunstung von Feuchtigkeit. Den Empfehlungen zufolge soll man die unterkühlte Person komplett in die Rettungsdecke einwickeln, sodass nur das Gesicht frei bleibt. Damit die Rettungsdecke ihre Funktion erfüllen kann, soll sie nicht eng aufliegen. Da die Folie selbst keine Dämmung bietet, sind zwischen Körper und Umgebung Dämmschichten etwa durch Kleidung, Decken, Schaumstoff oder eine Luftmatratze sinnvoll.
Bei hohen Außentemperaturen kann es manchmal sinnvoll sein, eine Person vor Überhitzung zu schützen, indem man sie gegen Sonnenstrahlung abschirmt. In diesem Fall sollte man die silberfarbene Seite nach außen drehen und die Rettungsdecke Sonnenschutzsegel-artig aufspannen, jedoch die Person nicht einwickeln.

## Sonstige Verwendung
Im Modellbau werden Rettungsdecken zum Bespannen von Tragflächen verwendet. Beim Camping lässt eine Abdeckung Zelte und Fahrzeuge weniger stark durch die Sonne erwärmen. Auch Fenster (senkrecht oder in einer Dachschräge) können im Hochsommer mit Rettungsdecken versehen werden, um die Aufheizung des Raums zu verringern. Lenkdrachen lassen sich mit dem Material der Rettungsdecke bespannen.
Eine Rettungsdecke kann nicht als Löschdecke verwendet werden, da sie selbst leicht brennbar ist.
Rettungsdecke als Ersatz-Gletscherbrille – Die Durchlässigkeit für sichtbares Licht ist je nach Produkt zwischen 1 % und 8 %. Der Schutz vor ultravioletter B-Strahlung liegt zwischen 99 % und 100 %. Keinen Unterschied macht dabei, ob die goldene oder die silberne Seite der Rettungsdecke exponiert ist. Herkömmliche Rettungsdecken haben somit ausreichende Durchlässigkeit für Licht und gleichzeitig adäquaten Schutz vor ultravioletten B-Strahlen, um im alpinen Bereich als provisorische Augenbedeckung (Sonnenbrille) zu dienen und vor Schneeblindheit zu schützen.